# حسن بن محبوب سراد
حسن بن محبوب سراد یا به تعبیری زرّاد، کنیه اش ابوعلی از اهالی کوفه و از موالی قبیله بجیله بود. به نوشته شیخ طوسی در الفهرست وی از راویان ثقه حدیث شیعه دوازده امامی است که از امام رضا و نیز شصت تن از اصحاب امام صادق حدیث نقل کرده است و یکی از چهار رکن حدیثی شیعه در زمان خود بوده است. او کتاب‌های فراوان از جمله کتاب المشیخه، کتاب الحدود، کتاب الدیات، کتاب الفرائض، کتاب النکاح، کتاب الطلاق و کتاب النوادر را نگاشته است.  وی در سال ۲۲۴ قمری درگذشت. وی از اصحاب اجماع شیعه است که دانشمندان علم رجال در وثوق او هم نظرند. حسن بن محبوب، از اصحاب اجماع و شاگرد و صحابه جواد است. کتاب التقصیر، کتاب النکاح، کتاب الحدود و الدیات از جمله آثار اوست.